# Історія освоєння мінеральних ресурсів Єгипту
Історія освоєння мінеральних ресурсів Єгипту

Дослідник давніх золотих рудників Африки А. Ерман писав про гірничі пам’ятки єгиптян: 
| „Той, хто просувається кіньми від південного кордону Єгипту на схід, через сімнадцять днів подорожі розпеченою, безводною, гористою пустелею побачить поблизу містечка, яке називають зараз Етураніт, повністю збережені гірничі виробки. Глибокі шахти йдуть усередину гори. Дві цистерни збирають воду зимових дощів. Поблизу розташовані похилі кам’яні столи, що слугували для промивання золотоносної руди. У долині бовваніє близько трьох сотень кам’яних хижок. У кожній залишилось щось на зразок гранітних ручних млинів, на яких колись подрібнювали кварцовий щебінь”. |

## Давні єгиптяни. VII–Vтис. до н.е.
Метали (здебільшого золото) були знайомі давнім єгиптянам з VII–V тис. до н. е. Вже в додинастичний період (з початку IV тис. до н. е.) розробляли руди міді на Синайському півострові та свинцю на узбережжі Червоного моря. Розробка нерудних корисних копалин мала місце вже на початку Стародавнього царства (кінець IV–III тис. до н. е.). Видобували базальт, діорит, кальцит, граніт, кварц, гірський кришталь, а також білий вапняк (в каменоломнях Мукаттама поблизу Каїра).

## Стародавнє, Середнє і Нове царства. 2800–2250рр. до н.е.
В епоху Стародавнього царства (близько 2800–2250 рр. до н. е.) на Синаї видобували Мідь (вміст металу до 15 %) і бірюзу (родовища Ваді-Магара, Серабіт-ель-Кадиме). До середини II тис. до н. е. тут було виплавлено не менше 5,5 тис. т. міді. 
Видобуток міді на Синайському півострові продовжувався і в епоху Середнього (до XVI ст. до н. е.) і Нового єгипетського царств (кінець ХІ ст. до н. е.). Найбільшого розвитку рудовидобувна справа на Синаї досягла при Рамзесі ІІІ (1198–1167 до н. е.). Копальні являли собою підземні горизонтальні виробки довжиною до 70 м, шириною 1,5-1,75 м, висотою близько 2,5 м і розташовувалися за простяганням пластів. Для підйому гірничої маси та вентиляції застосовували вертикальні стовбури. Для руйнування порід використовували поряд з кам'яними знаряддями бронзові зубила й дерев'яні молотки, що започаткувало основний (до застосування вибухових речовин) спосіб ведення гірничих робіт.
Встановлено, що гірники Давнього Єгипту, які проводили підземні роботи в горах Синаю та в Іберії, іноді натрапляли на поклади залізних руд, але залишали їх без уваги, як некорисні гірські породи. Зафіксовано, що в середині III тис. до н. е. на одному з іберійських рудників гірники пройшли крізь масивне залізорудне тіло, щоб розпочати розробку долішної малахітової жили. Їх цікавили лише руди міді та олова.

## Часи ІІІ династії
У своїй роботі «Дослідження на Синаї» (1906 р.) дослідник Фліндер Петрі описує виробки копальні епохи засновника ІІІ династії фараона Са-Некхта біля м. Мегареш. Це були камери 1,5×6 м. Виробки часів фараона Тахутмеса ІІІ і Хатшейсура мали розміри 18×7 м. На стінках виробок виявлені сліди металевого долота. Там же виявлено копальню бірюзи часів фараона Аменемхара ІІ з ХІІ династії. Родовище було розкрите горизонтальною виробкою завдовжки 66 м і розроблялося мінімум до часів XVIII династії виробками-камерами 1,8×0,8×1 м, штреки мають неправильну звивисту форму.

## Єгипетські Піраміди — пам'ятник давній гірничій та будівельній справі

Величним пам'ятником давній гірничій та будівельній справі є Великі Єгипетські Піраміди, під якими розуміють піраміди фараонів Хеопса, Хефрена та Мікерина (вони правили Єгиптом майже 3 тис. років до н. е.). Піраміди стоять поряд на околиці м. Каїра з боку Лівійської пустелі. Вони складені з блоків вапняку масою від 2,5 т (більшість) до 15 т і навіть 70 т. Добування вапняних блоків велося в кар’єрах на східному березі Нілу, а також в підземних виробках. Відокремлення блоків від масиву, імовірно, здійснювали за допомогою так званого «клинового способу». Він зводиться до пробурювання отворів по контуру блоку, після чого в них забивали спеціальні дерев'яні клини і поливали їх водою. Набухаючи, дерев'яні клини відривали блоки від масиву. Об'єм видобутого в каменоломнях вапняку склав тільки для піраміди Хеопса понад 2,5 млн м³. Вага каменю, з якого складено Велику Піраміду, досягає 6,5 млн т. Цікаво, що інколи (наприклад, біля гробниці Ко) від відкритих каменоломень переходили на підземний видобуток, що, імовірно, пов'язано з намаганням брати найякісніший камінь, не пошкоджений процесами вивітрювання.

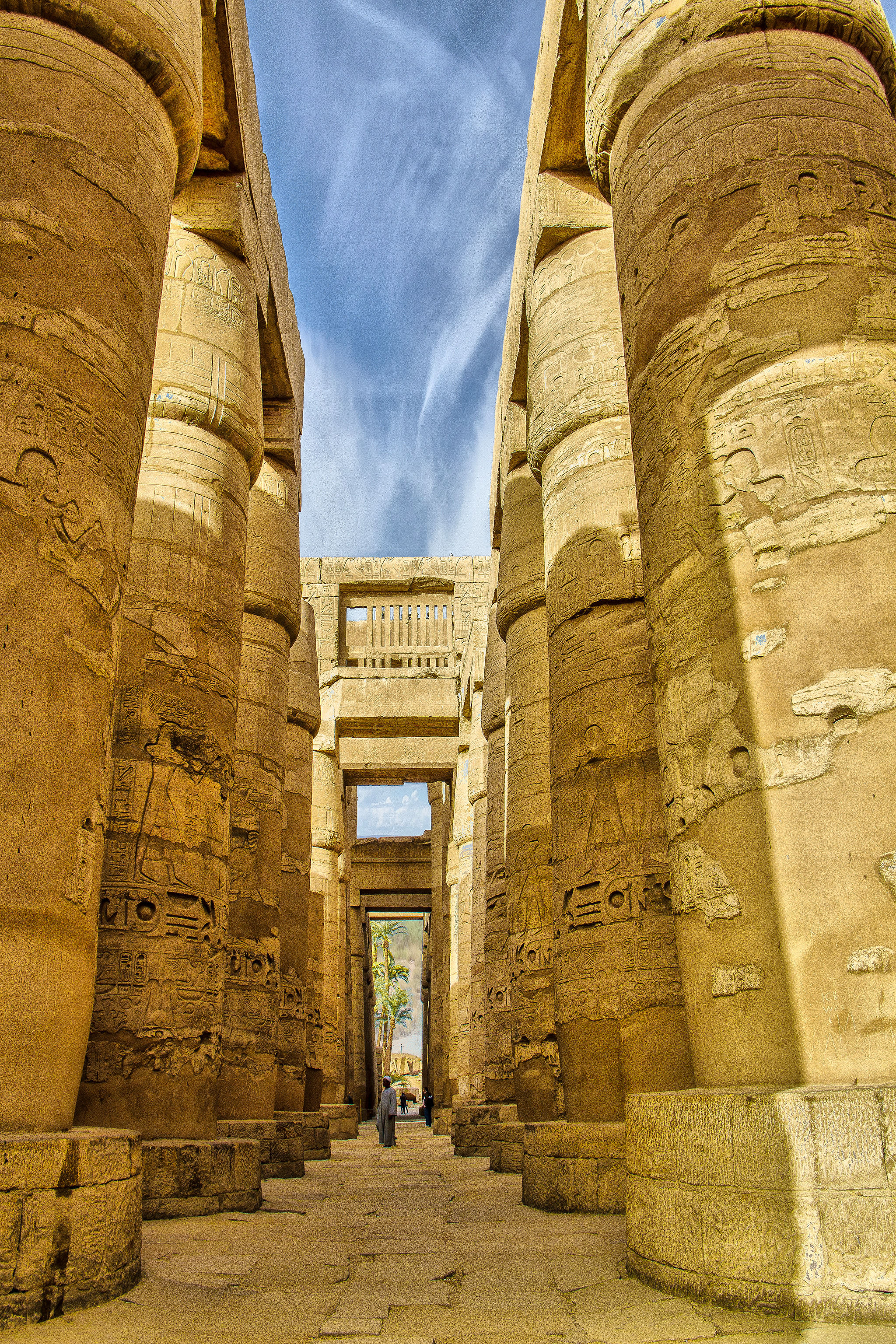
Карнакський храмовий комплекс

Загальну картину розробки вапняку для пірамід дає опис копальні у Птоломаїді. Потужність покладів становить близько 25 м. Розробку вели відкритим і підземним способом. Покрівлю підтримували стовпами-ціликами. Вруби з метою відколювання брил робили як зверху (оконтурювання каменя), так і знизу блоку, який виймався. При цьому спершу робили вруб зверху, а потім — горизонтальний. Висота уступів відповідає розміру блоків. Для роботи використовували кайла та долота. Відколювання блоку здійснювалося дерев'яним важелем. При підземному видобутку спершу робили верхній горизонтальний вруб.
Цікавими пам'ятками підземного будівництва є виробки під пірамідами, стійкість яких підтримують кам'яні блоки. Призначення складної системи підземних споруд до кінця не з'ясовано і зараз. Серед пам'яток того часу слід також відзначити підземні системи водопостачання в давньому Каїрі. Так, колодязь Йосифа складали два стволи глибиною 50 та 40 м, між якими була пройдена склеписта камера-водозбірник. На поверхню воду подавали глиняні посудини, закріплені на мотузці (прообраз норій).
Надзвичайною будовою XX–V ст. до н. е. є Карнацький храмовий комплекс (inet-icyt) на території давньо-єгипетських Фів.

## Золоті копальні Єгипту

Золоті копальні XII ст. до н. е. знаходилися між долиною Нілу та Червоним морем (південніше дороги Кена — Ель-Кусейр). Тут знайдено близько 100 стародавніх шахт глибиною до 90 м. Для руйнування кварцових гірських порід з вкрапленнями золота використовували вогневий метод. Подрібнену гірську масу промивали на похилих столах. Вимитий шліх пропікали протягом декількох діб в глиняному посуді разом з свинцем і оловом. Зберігся опис процесів видобутку й збагачення золотоносних руд. До періоду Нового царства (близько 1580–1070 рр. до н. е.) належить найдавніша у світі гірнича карта — т.зв. Туринський папірус — план золотодобувної єгипетської копальні.
В I тис. до н. е. в Аравійській пустелі єгиптяни почали видобувати залізні руди, агат, аметист, порфірит. В Нубії видобували золото (сама назва країни означає з арабської — золото), діорит, марганець, в оазах Дахла та Харга — галун, Ваді-ен-Натрун — соду. На багатьох теренах Єгипту видобували сіль, в Греко-Римський період (332 р. до н. е. — 395 н. е.) цей промисел був об'єктом царської монополії. Інтенсивна розробка родовищ смарагдів велася за часів Птолемеїв (305 — 30 рр. до н. е.). На горі Джебел Забара (за 35 км від Червоного моря) винайдено близько 40 смарагдових шахт того періоду (деякі сягали в глибину до 240 м). Клеопатра, остання цариця Єгипту з династії Птолемеїв, проводила масштабні роботи з видобутку порфіру на західному узбережжі Червоного моря, багаторазово відвідувала збудовані копальні.
Цікавим є опис II ст. до н. е. Агатархіда і повторений у Діодора Сицилійського стосовно техніки і технології видобутку золота в країнах давнього Сходу. У ньому описано копальню на межі тодішніх Єгипту, Аравії та Ефіопії. Показано надзвичайну тяжкість гірничих робіт, які виконують і чоловіки, і жінки, і навіть діти. Видобуток здійснювали, йдучи за жилою корисної копалини, тому виробки були звивистими. Тверду гірську породу розм'ягчували термонагріванням, потім руйнували, дробили, подрібнювали на жорнах до дрібнозернистих фракцій які змішували з водою і потім збагачували промивкою у жолобах. Одержане самородне золото очищали пропіканням і, напевно, переплавкою протягом 5 діб в присутності олова, солі, ячменю.

За повідомленнями арабських джерел у IX ст. до н. е. у Єгипті вівся широкомасштабний видобуток золота, зокрема в Аравійській пустелі, на схід від верхнього Нілу, в горах Гебель-Саїд, на копальнях Ваді-Аллакі та Рахма. У Венрхньому Єгипті розробляли поклади агату та гірського кришталю. Єгипет був єдиною країною Африки, де видобували смарагди (Харібат-ель-Малік). Останні вивозили у Візантію та Італію. Видобуток руд золота, срібла й смарагдів був під контролем арабських халіфів, які отримували 20 % продукції.

## Гірнича справа Єгипту від Середньовіччя до XX ст.
У XI ст. на території країни було декілька районів видобутку солі — Ель-Касба (оаза Дахла), солеварні на озері Букір. Галун був важливим товаром у міжнародній торгівлі. В кінці XII ст. в Александрії щорічно продавали до 1300 т галуну. В XIII–XV ст. на північний захід від Каїру видобували натуральну кристалічну соду. Біля Асуану видобували наждак, на південному сході країни — мармур. Після завоювання Єгипту Османською імперією гірнича справа занепадає (з XVI ст.). Лише в першій половині XIX ст. правитель Єгипту Мухаммед Алі організує роботи по систематизації даних щодо мінеральних багатств країни та історії їх експлуатації. Відродження гірничої галузі починається в 1890-х роках. У 1897 р. засноване Геологічне управління, в 1903 р. — Гірничий департамент.

## Гірництво Єгипту в ХХ-XXI ст.
На початку XX ст. в гірничу галузь країни приходить великий міжнародний капітал, що знаменувало сучасний етап її розвитку. Після революції 1952 р. однією з головних задач національного розвитку стала індустріалізація Єгипту. До початку 1990-х років в промисловому виробництві було зосереджено 22 % трудових ресурсів країни. Серйозний удар по економіці завдала поразка у війні з Ізраїлем в червні 1967 р., внаслідок чого були загублені такі важливі райони, як зона Суецького каналу і Синайський півострів, де зосереджені основні нафтові родовища країни. До кінця 1990-х років в промисловому секторі економіки на перший план вийшли нафтовидобувна і нафтопереробна промисловість. Високою ефективністю відрізняються державні підприємства з випуску цементу і фосфатів. Металургійні комбінати мають низьку продуктивність. Головним енергетичним ресурсом є нафта. Інші джерела — місцевий природний газ і гідроелектроенергія, що виробляється головним чином на двох ГЕС в районі Асуану.
Найважливіші види мінеральної сировини Єгипту на межі XX–XXI ст. — нафта, газ, фосфорити, танталові і залізні руди; відомі також родовища руд алюмінію, олова, ніобію, молібдену і вольфраму, золота, вугілля, сірки, урану, нерудних будівельних матеріалів.
На початку XXI ст. гірнича промисловість в країні має позитивну динаміку. Видобувається нафта і природний газ (у 2001 р. нафта і газ забезпечили понад 50 % експорту і приблизно 8,5 % ВВП), танталова руда, золото, у невеликих обсягах розробляються багаті поклади фосфоритів західного узбережжя Червоного моря, а на території Синайського півострова — марганцю. В оазі Бахарія ведеться розробка залізняку.
Підготовку кадрів гірничо-геологічного профілю здійснюють в Каїрському університеті.